# Danube (Strasbourg)
Pour les articles homonymes, voir Danube (homonymie).
 (juin 2023).
Danube est un écoquartier situé à Strasbourg (France). Il est en cours de construction depuis 2013 ; il devrait être achevé d'ici 2020.
Cet écoquartier s'étend sur un peu plus de 6 hectares.
Il accueille notamment la ZAC Danube, écoquartier lancé par le Ministère du Développement durable en 2008.

## Géographie
Cet écoquartier est situé entre le quartier du Neudorf et celui de l'Esplanade. Ce projet d'aménagement d'écoquartier sera constitué de 650 logements (dont 50 % de logements sociaux) et il y aura aussi 18 000 m² de bureaux et de commerces. On pourra y retrouver une résidence étudiante, une école maternelle et enfin une EHPAD (Établissement d'Hébergement pour Personnes Âgées Dépendantes) de 84 lits.

## Transport
Les différents moyens de transports sont les lignes C et E du tramway ainsi que la ligne 30 du bus. Ces transports ne sont pas situé au sein même de l’écoquartier mais à proximité de celui-ci. Des véhicules sont mis à disposition pour se déplacer ainsi que 2 parkings de 520 places chacun, le tout toujours en dehors de l'écoquartier. C’est une sorte de co-voiturage pour limiter la circulation. Le fait d'avoir des zones exclusivement piétonne permet de limiter la pollution et d'assurer une meilleure sécurité des habitants.